# Viira (Lääne-Saare)
Viira – wieś w Estonii, w prowincji Saare, w gminie Kaarma. Pod koniec 2004 roku wieś zamieszkiwało 60 osób.